# Сражение у мыса Экном
В 256 году до н. э. флот Римской республики направился к берегам Сицилии. Недалеко от мыса Экном корабли были встречены карфагенянами.
Римский флот был разделён на 4 эскадры по числу легионов. Двигался он тремя линиями. Впереди шли первый и второй флоты, возглавляемые двумя консульскими гексерами, во второй линии находился третий флот, буксировавший парусные грузовые суда. Четвёртый флот образовывал третью линию. Перед сражением 1-я, 2-я и 3-я эскадры развернулись в одну линию, а 4-я стала у берега, прикрывая грузовые корабли. Гамилькар с кораблями центра первоначально отступил, увлекая за собой два консульских флота, затем развернулся и вступил в битву. Левый фланг карфагенян сковал силы 3-й римской эскадры, а правый фланг, возглавляемый Ганноном, обошёл консульские корабли и атаковал 4-ю эскадру. Карфагеняне прижали половину военного флота и грузовые корабли к берегу, но упорное сопротивление римлян продолжалось.
Консулы победили противостоящие им силы и один за другим поспешили назад. Им удалось окружить часть карфагенской эскадры у берега и захватить много кораблей. Остальные бежали. Римляне захватили 64 и потопили больше 30 карфагенских судов, а сами потеряли 24.
Затем консулы высадились у Клупеи и подвергли страну опустошению.